# Wereldkampioenschap voetbal voor clubs 2005
Het tweede FIFA-wereldkampioenschap voor clubs (Engels: FIFA Club World Championship) vond plaats van 11 tot en met 18 december 2005 in Japan. Aan het kampioenschap, dat door de FIFA werd georganiseerd, namen zes clubs deel: de winnaars van zes continentale bekertoernooien. Het Braziliaanse São Paulo won het toernooi. Het was de laatste van twee edities die de naam FIFA Club World Championship droeg (in 2006, toen de derde editie van het toernooi werd gehouden, werd het toernooi hernoemd naar FIFA Club World Cup).

## Stadions
| Yokohama           | Tokio              | Toyota             |
| ------------------ | ------------------ | ------------------ |
| Nissanstadion      | Olympisch Stadion  | Toyota Stadium     |
| Capaciteit: 72.327 | Capaciteit: 57.363 | Capaciteit: 45.000 |
|                    |                    |                    |

## Deelnemers
De volgende teams kwalificeerden zich voor het toernooi:
| Team               | Confederatie | Kampioenschap                                | begint in:   | Aantal deelnames |
| ------------------ | ------------ | -------------------------------------------- | ------------ | ---------------- |
| Al-Ittihad         | AFC          | Winnaar van de AFC Champions League 2005     | Kwartfinale  | 1e               |
| Al-Ahly            | CAF          | Winnaar van de CAF Champions League 2005     | Kwartfinale  | 1e               |
| Deportivo Saprissa | CONCACAF     | Winnaar van de CONCACAF Champions Cup 2005   | Kwartfinale  | 1e               |
| Sydney             | OFC          | Winnaar van de OFC Club Championship 2005    | Kwartfinale  | 1e               |
| Liverpool          | UEFA         | Winnaar van de UEFA Champions League 2004/05 | Halve finale | 1e               |
| São Paulo          | CONMEBOL     | Winnaar van de Copa Libertadores 2005        | Halve finale | 1e               |

## Scheidsrechters
De FIFA had volgende scheidsrechters en assistent scheidsrechters aangesteld voor het toernooi.
| Continentale bond | Scheidsrechter              | Assistenten                   | Assistenten                 |
| ----------------- | --------------------------- | ----------------------------- | --------------------------- |
| AFC               | Toru Kamikawa               | Yoshikazu Hiroshima           | Kim Dae-Young               |
| CAF               | Mohamed Guezzaz             | Jean Marie Endeng Zogo        | Jean Marie Endeng Zogo      |
| CONCACAF          | Benito Archundia            | Arturo Velázquez              | Héctor Vergara              |
| CONMEBOL          | Carlos Simon Carlos Chandia | Cristian Julio                | Mario Vargas                |
| UEFA              | Graham Poll Alain Sars      | Glenn Turner Frédéric Arnault | Philip Sharp Vincent Texier |

## Speelschema
|  |                        |                     |                        |                        | Kwartfinale         | Kwartfinale |              |              | Halve finale | Halve finale |  |  | Finale             | Finale |
|  |                        |                     |                        |                        |                     |             |              |              |              |              |  |  |                    |        |
|  |                        |                     |                        |                        | 11 december – Tokio |             |              |              |              |              |  |  |                    |        |
|  |                        |                     |                        |                        |                     |             |              |              |              |              |  |  |                    |        |
|  |                        |                     |                        |                        | Al-Ittihad          | 1           |              |              |              |              |  |  |                    |        |
|  | 14 december – Tokio    |                     |                        |                        | Al-Ittihad          | 1           |              |              |              |              |  |  |                    |        |
|  |                        |                     |                        |                        | Al-Ahly             | 0           |              |              |              |              |  |  |                    |        |
|  | Al-Ittihad             | 2                   |                        |                        | Al-Ahly             | 0           |              |              |              |              |  |  |                    |        |
|  | Al-Ittihad             | 2                   |                        |                        |                     |             |              |              |              |              |  |  |                    |        |
|  |                        |                     | São Paulo              | 3                      |                     |             |              |              |              |              |  |  |                    |        |
|  |                        |                     | São Paulo              | 3                      |                     |             |              |              |              |              |  |  |                    |        |
|  |                        |                     | 18 december – Yokohama |                        |                     |             |              |              |              |              |  |  |                    |        |
|  |                        |                     |                        |                        |                     |             |              |              |              |              |  |  |                    |        |
|  | São Paulo              | 1                   |                        |                        |                     |             |              |              |              |              |  |  |                    |        |
|  | São Paulo              | 1                   | 12 december – Toyota   |                        |                     |             |              |              |              |              |  |  |                    |        |
|  |                        | Liverpool           | 0                      |                        |                     |             |              |              |              |              |  |  |                    |        |
|  |                        |                     | 0                      | Sydney                 | 0                   |             |              |              |              |              |  |  |                    |        |
|  | 15 december – Yokohama |                     |                        | Sydney                 | 0                   |             |              |              |              |              |  |  |                    |        |
|  |                        | Deportivo Saprissa  | 1                      |                        |                     |             |              |              |              |              |  |  |                    |        |
|  | Deportivo Saprissa     | Deportivo Saprissa  | 1                      | 0                      |                     |             |              |              |              |              |  |  |                    |        |
|  | Deportivo Saprissa     | Vijfde plaats       | Vijfde plaats          | 0                      |                     |             | Derde plaats | Derde plaats |              |              |  |  |                    |        |
|  |                        | Vijfde plaats       | Vijfde plaats          |                        | Liverpool           | 3           | Derde plaats | Derde plaats |              |              |  |  |                    |        |
|  | 16 december – Tokio    | 16 december – Tokio | 18 december – Yokohama | 18 december – Yokohama | Liverpool           | 3           |              |              |              |              |  |  |                    |        |
|  | 16 december – Tokio    | 16 december – Tokio | 18 december – Yokohama | 18 december – Yokohama |                     |             |              |              |              |              |  |  |                    |        |
|  | Al-Ahly                | 1                   | Al-Ittihad             | 2                      |                     |             |              |              |              |              |  |  |                    |        |
|  | Al-Ahly                | 1                   | Al-Ittihad             | 2                      |                     |             |              |              |              |              |  |  |                    |        |
|  | Sydney                 | 2                   |                        |                        |                     |             |              |              |              |              |  |  | Deportivo Saprissa | 3      |

## Wedstrijden
Alle tijden in lokale Japanse tijd (UTC+9)

### Kwartfinales
|                            |            |         |         | |
| 11 december 2005 19:20 uur | Al-Ittihad | 1 – 0   | Al-Ahly | Stadion: Olympisch Stadion, Tokio Toeschouwers: 28.281 Scheidsrechter: Graham Poll Assistenten: Glenn Turner Assistenten: Philip Sharp Vierde official: Carlos Simon |
| 11 december 2005 19:20 uur | Noor 78'   | Verslag |         | Stadion: Olympisch Stadion, Tokio Toeschouwers: 28.281 Scheidsrechter: Graham Poll Assistenten: Glenn Turner Assistenten: Philip Sharp Vierde official: Carlos Simon |
| 11 december 2005 19:20 uur |            |         |         | Stadion: Olympisch Stadion, Tokio Toeschouwers: 28.281 Scheidsrechter: Graham Poll Assistenten: Glenn Turner Assistenten: Philip Sharp Vierde official: Carlos Simon |
| 11 december 2005 19:20 uur |            |         |         | Stadion: Olympisch Stadion, Tokio Toeschouwers: 28.281 Scheidsrechter: Graham Poll Assistenten: Glenn Turner Assistenten: Philip Sharp Vierde official: Carlos Simon |
|                            |            |         |         | |

|                            |             |         |                    | |
| 12 december 2005 19:20 uur | Sydney      | 0 – 1   | Deportivo Saprissa | Stadion: Toyota Stadium, Toyota Toeschouwers: 28.538 Scheidsrechter: Toru Kamikawa Assistenten: Yoshikazu Hiroshima Assistenten: Kim Dae-Young Vierde official: Mohamed Guezzaz |
| 12 december 2005 19:20 uur | Ceccoli 81' | Verslag | 47' Bolaños        | Stadion: Toyota Stadium, Toyota Toeschouwers: 28.538 Scheidsrechter: Toru Kamikawa Assistenten: Yoshikazu Hiroshima Assistenten: Kim Dae-Young Vierde official: Mohamed Guezzaz |
| 12 december 2005 19:20 uur |             |         |                    | Stadion: Toyota Stadium, Toyota Toeschouwers: 28.538 Scheidsrechter: Toru Kamikawa Assistenten: Yoshikazu Hiroshima Assistenten: Kim Dae-Young Vierde official: Mohamed Guezzaz |
| 12 december 2005 19:20 uur |             |         |                    | Stadion: Toyota Stadium, Toyota Toeschouwers: 28.538 Scheidsrechter: Toru Kamikawa Assistenten: Yoshikazu Hiroshima Assistenten: Kim Dae-Young Vierde official: Mohamed Guezzaz |
|                            |             |         |                    | |

### Halve finales
|                            |                            |         |                                  | |
| 14 december 2005 19:20 uur | Al-Ittihad                 | 2 – 3   | São Paulo                        | Stadion: Olympisch Stadion, Tokio Toeschouwers: 31.510 Scheidsrechter: Alain Sars Assistenten: Frédéric Arnault Assistenten: Vincent Texier Vierde official: Toru Kamikawa |
| 14 december 2005 19:20 uur | Noor 33' Al-Montashari 68' | Verslag | 16', 47' Amoroso 57' (pen.) Ceni | Stadion: Olympisch Stadion, Tokio Toeschouwers: 31.510 Scheidsrechter: Alain Sars Assistenten: Frédéric Arnault Assistenten: Vincent Texier Vierde official: Toru Kamikawa |
| 14 december 2005 19:20 uur |                            |         |                                  | Stadion: Olympisch Stadion, Tokio Toeschouwers: 31.510 Scheidsrechter: Alain Sars Assistenten: Frédéric Arnault Assistenten: Vincent Texier Vierde official: Toru Kamikawa |
| 14 december 2005 19:20 uur |                            |         |                                  | Stadion: Olympisch Stadion, Tokio Toeschouwers: 31.510 Scheidsrechter: Alain Sars Assistenten: Frédéric Arnault Assistenten: Vincent Texier Vierde official: Toru Kamikawa |
|                            |                            |         |                                  | |

|                            |                    |         |                            | |
| 15 december 2005 19:20 uur | Deportivo Saprissa | 0 – 3   | Liverpool                  | Stadion: Nissanstadion, Yokohama Toeschouwers: 43.902 Scheidsrechter: Carlos Chandia Assistenten: Cristian Julio Assistenten: Mario Vargas Vierde official: Mohamed Guezzaz |
| 15 december 2005 19:20 uur |                    | Verslag | 3', 58' Crouch 32' Gerrard | Stadion: Nissanstadion, Yokohama Toeschouwers: 43.902 Scheidsrechter: Carlos Chandia Assistenten: Cristian Julio Assistenten: Mario Vargas Vierde official: Mohamed Guezzaz |
| 15 december 2005 19:20 uur |                    |         |                            | Stadion: Nissanstadion, Yokohama Toeschouwers: 43.902 Scheidsrechter: Carlos Chandia Assistenten: Cristian Julio Assistenten: Mario Vargas Vierde official: Mohamed Guezzaz |
| 15 december 2005 19:20 uur |                    |         |                            | Stadion: Nissanstadion, Yokohama Toeschouwers: 43.902 Scheidsrechter: Carlos Chandia Assistenten: Cristian Julio Assistenten: Mario Vargas Vierde official: Mohamed Guezzaz |
|                            |                    |         |                            | |

### Wedstrijd voor vijfde plaats
|                            |            |         |                      | |
| 16 december 2005 19:20 uur | Al-Ahly    | 1 – 2   | Sydney               | Stadion: Olympisch Stadion, Tokio Toeschouwers: 15.951 Scheidsrechter: Toru Kamikawa Assistenten: Yoshikazu Hiroshima Assistenten: Kim Dae-Young Vierde official: Alain Sars |
| 16 december 2005 19:20 uur | Moteab 45' | Verslag | 35' Yorke 66' Carney | Stadion: Olympisch Stadion, Tokio Toeschouwers: 15.951 Scheidsrechter: Toru Kamikawa Assistenten: Yoshikazu Hiroshima Assistenten: Kim Dae-Young Vierde official: Alain Sars |
| 16 december 2005 19:20 uur |            |         |                      | Stadion: Olympisch Stadion, Tokio Toeschouwers: 15.951 Scheidsrechter: Toru Kamikawa Assistenten: Yoshikazu Hiroshima Assistenten: Kim Dae-Young Vierde official: Alain Sars |
| 16 december 2005 19:20 uur |            |         |                      | Stadion: Olympisch Stadion, Tokio Toeschouwers: 15.951 Scheidsrechter: Toru Kamikawa Assistenten: Yoshikazu Hiroshima Assistenten: Kim Dae-Young Vierde official: Alain Sars |
|                            |            |         |                      | |

### Wedstrijd voor derde plaats
|                            |                                             |         |                                   | |
| 18 december 2005 16:20 uur | Al-Ittihad                                  | 2 – 3   | Deportivo Saprissa                | Stadion: Nissanstadion, Yokohama Toeschouwers: 46.453 Scheidsrechter: Mohamed Guezzaz Assistenten: Jean Marie Endeng Zogo Assistenten: Vincent Texier Vierde official: Graham Poll |
| 18 december 2005 16:20 uur | Kallon 28' Job 53' (pen.) Al-Montashari 87' | Verslag | 13', 85' (pen.) Saborío 89' Gómez | Stadion: Nissanstadion, Yokohama Toeschouwers: 46.453 Scheidsrechter: Mohamed Guezzaz Assistenten: Jean Marie Endeng Zogo Assistenten: Vincent Texier Vierde official: Graham Poll |
| 18 december 2005 16:20 uur |                                             |         |                                   | Stadion: Nissanstadion, Yokohama Toeschouwers: 46.453 Scheidsrechter: Mohamed Guezzaz Assistenten: Jean Marie Endeng Zogo Assistenten: Vincent Texier Vierde official: Graham Poll |
| 18 december 2005 16:20 uur |                                             |         |                                   | Stadion: Nissanstadion, Yokohama Toeschouwers: 46.453 Scheidsrechter: Mohamed Guezzaz Assistenten: Jean Marie Endeng Zogo Assistenten: Vincent Texier Vierde official: Graham Poll |
|                            |                                             |         |                                   | |

### Finale
|                            |             |         |           | |
| 18 december 2005 19:20 uur | São Paulo   | 1 – 0   | Liverpool | Stadion: Nissanstadion, Yokohama Toeschouwers: 66.821 Scheidsrechter: Benito Archundia Assistenten: Héctor Vergara Assistenten: Arturo Velázquez Vierde official: Toru Kamikawa |
| 18 december 2005 19:20 uur | Mineiro 27' | Verslag |           | Stadion: Nissanstadion, Yokohama Toeschouwers: 66.821 Scheidsrechter: Benito Archundia Assistenten: Héctor Vergara Assistenten: Arturo Velázquez Vierde official: Toru Kamikawa |
| 18 december 2005 19:20 uur |             |         |           | Stadion: Nissanstadion, Yokohama Toeschouwers: 66.821 Scheidsrechter: Benito Archundia Assistenten: Héctor Vergara Assistenten: Arturo Velázquez Vierde official: Toru Kamikawa |
| 18 december 2005 19:20 uur |             |         |           | Stadion: Nissanstadion, Yokohama Toeschouwers: 66.821 Scheidsrechter: Benito Archundia Assistenten: Héctor Vergara Assistenten: Arturo Velázquez Vierde official: Toru Kamikawa |
|                            |             |         |           | |

| São Paulo | Liverpool |

| GK             | 1  | Rogério Ceni    | 90' |
| RWB            | 2  | Cicinho         |     |
| CB             | 3  | Fabão           |     |
| CB             | 5  | Diego Lugano    | 57' |
| CB             | 4  | Edcarlos        |     |
| LWB            | 6  | Júnior          |     |
| CM             | 7  | Mineiro         |     |
| CM             | 8  | Josué           |     |
| AM             | 10 | Danilo          |     |
| CF             | 14 | Aloísio         | 75' |
| CF             | 11 | Márcio Amoroso  |     |
| Wisselspelers: |    |                 |     |
| GK             | 22 | Bosco           |     |
| GK             | 23 | Flávio Kretzer  |     |
| DF             | 13 | Alex Bruno      |     |
| DF             | 16 | Fábio Santos    |     |
| DF             | 18 | Flávio Donizete |     |
| MF             | 15 | Denílson        |     |
| MF             | 17 | Renan           |     |
| MF             | 20 | Richarlyson     |     |
| MF             | 21 | Souza           |     |
| FW             | 9  | Grafite         | 75' |
| FW             | 12 | Christian       |     |
| FW             | 19 | Thiago Ribeiro  |     |
| Coach:         |    |                 |     |
| Paulo Autuori  |    |                 |     |

| GK             | 12 | Pepe Reina              |     |
| RB             | 3  | Steve Finnan            |     |
| CB             | 4  | Sami Hyypiä             |     |
| CB             | 23 | Jamie Carragher         |     |
| LB             | 2  | Stephen Warnock         | 79' |
| RM             | 8  | Steven Gerrard          |     |
| DM             | 22 | Mohamed Sissoko         | 79' |
| CM             | 14 | Xabi Alonso             |     |
| LW             | 7  | Harry Kewell            |     |
| AM             | 10 | Luis García             |     |
| CF             | 19 | Fernando Morientes      | 85' |
| Wisselspelers: |    |                         |     |
| GK             | 1  | Jerzy Dudek             |     |
| GK             | 13 | Scott Carson            |     |
| DF             | 6  | John Arne Riise         | 79' |
| DF             | 17 | Josemi                  |     |
| DF             | 21 | Djimi Traoré            |     |
| MF             | 16 | Dietmar Hamann          |     |
| FW             | 9  | Djibril Cissé           |     |
| FW             | 11 | Florent Sinama Pongolle | 79' |
| FW             | 15 | Peter Crouch            | 85' |
| Coach:         |    |                         |     |
| Rafael Benítez |    |                         |     |

| Winnaar WK voetbal voor clubs 2005          |
| ------------------------------------------- |
| São Paulo 1e titel (3e keer wereldkampioen) |

## Individuele prijzen
| Prijs                  | Speler            | Club               |
| ---------------------- | ----------------- | ------------------ |
| Gouden Bal             | Rogério Ceni      | São Paulo          |
| Zilveren Bal           | Steven Gerrard    | Liverpool          |
| Bronzen Bal            | Christian Bolaños | Deportivo Saprissa |
| Fair-Play Award (club) | Liverpool         | Liverpool          |

## Topscorers
| Plaats | Speler              | Club               | Goals |
| ------ | ------------------- | ------------------ | ----- |
| 1.     | Márcio Amoroso      | São Paulo          | 2     |
| 1.     | Peter Crouch        | Liverpool          | 2     |
| 1.     | Mohammed Noor       | Al-Ittihad         | 2     |
| 1.     | Alvaro Saborio      | Deportivo Saprissa | 2     |
| 5.     | Christian Bolaños   | Deportivo Saprissa | 1     |
| 5.     | David Carney        | Sydney             | 1     |
| 5.     | Rogério Ceni        | São Paulo          | 1     |
| 5.     | Steven Gerrard      | Liverpool          | 1     |
| 5.     | Rónald Gómez        | Deportivo Saprissa | 1     |
| 5.     | Joseph-Désiré Job   | Al-Ittihad         | 1     |
| 5.     | Mohamed Kallon      | Al-Ittihad         | 1     |
| 5.     | Mineiro             | São Paulo          | 1     |
| 5.     | Hamad Al-Montashari | Al-Ittihad         | 1     |
| 5.     | Emad Moteab         | Al-Ahly            | 1     |
| 5.     | Dwight Yorke        | Sydney             | 1     |

## Eindrangschikking

### Eindstand
| Plaats | Club               | Confederatie | gs | w | g | v | dv | dt | ds |
| ------ | ------------------ | ------------ | -- | - | - | - | -- | -- | -- |
| Goud   | São Paulo          | CONMEBOL     | 2  | 2 | 0 | 0 | 4  | 2  | +2 |
| Zilver | Liverpool          | UEFA         | 2  | 1 | 0 | 1 | 3  | 1  | +2 |
| Brons  | Deportivo Saprissa | CONCACAF     | 3  | 2 | 0 | 1 | 4  | 5  | -1 |
| 4.     | Al-Ittihad         | AFC          | 3  | 1 | 0 | 2 | 5  | 6  | -1 |
| 5.     | Sydney             | OFC          | 2  | 1 | 0 | 1 | 2  | 2  | 0  |
| 6.     | Al-Ahly            | CAF          | 2  | 0 | 0 | 2 | 1  | 3  | -2 |

2000 · 2001 · 2005 · 2006 · 2007 · 2008 · 2009 · 2010 · 2011 · 2012 · 2013 · 2014 · 2015 · 2016 · 2017 · 2018 ·  2019 · 2020 · 2021 · 2022 · 2023 · 2025 · 2029